# داساراهالی
داساراهالی
شهر داساراهالی (به انگلیسی: Dasarahalli) با جمعیت ۴۰۸٫۵۶۳ نفر در ایالت کارناتاکا در کشور هند واقع شده‌است.